# 営口市
営口市（えいこう/インコウ-し、簡体字: 营口、拼音: Yíngkǒu）は、中華人民共和国遼寧省中南部にある地級市。瀋陽の南西約160kmの遼東湾沿いに位置しており、経済技術開発区が設置されている。
1858年の天津条約で条約港に指定された牛荘が土砂の堆積で使用できなくなったため、1864年に営口が条約港となり、遼東湾唯一の港として満州の大豆などの対欧州積出港となった。その後、南満州鉄道により大連が勃興したため、対日対欧州取引が衰退、営口は沿岸貿易港となった。改革開放後は経済技術開発区が作られ、外資の投資を多く集めるに至っている。

## 地理
営口市は遼東半島西北部、大遼河河口左岸に位置し、西は渤海湾に面する。北は遼寧省盤錦市、東北から東は鞍山市、南は大連市に接している。

## 行政区画
4市轄区・2県級市を管轄する。
- 市轄区：
  - 西市区・老辺区・站前区・鮁魚圏区
- 県級市：
  - 大石橋市・蓋州市

| 営口市の地図                                  |
| --------------------------------------------- |
| 站前区 西市区 鮁魚圏区 老辺区 蓋州市 大石橋市 |

### 年表
この節の出典

#### 遼東省営口市
- 1949年10月1日 - 中華人民共和国遼東省営口市が発足。河北区・工農区が成立。(2区)
- 1951年9月5日 - 市内行政区域の再編により、一区から五区までの区が発足。(5区)
- 1954年6月19日 - 遼東省の分割により、遼寧省営口市となる。

#### 遼寧省営口市(第1次)
- 1955年11月9日 - 営口県の一部が五区に編入。(5区)
- 1956年3月9日 - 一区・二区・三区・四区が五区に編入。(1区)
- 1956年7月12日 - 五区が郊区に改称。(1区)
- 1956年10月27日 - 遼陽専区営口県の一部が郊区に編入。(1区)
- 1957年5月10日 - 遼陽専区営口県の一部が郊区に編入。(1区)
- 1957年8月22日 - 郊区の一部が分立し、建設区・繁栄区・工農区が発足。(4区)
- 1958年1月25日 (4区)
  - 建設区が站前区に改称。
  - 繁栄区が西市区に改称。
  - 工農区が新華区に改称。
- 1958年5月 - 遼陽専区営口県の一部が郊区に編入。(4区)
- 1958年12月20日 - 遼陽専区蓋平県・営口県・盤山県を編入。(4区3県)
- 1961年4月5日 - 盤山県の一部が分立し、盤錦区が発足。(5区3県)
- 1963年10月24日 - 新華区が西市区に編入。(4区3県)
- 1964年6月6日 - 盤錦区が盤山県に編入。(3区3県)
- 1965年1月20日 - 蓋平県が蓋県に改称。(3区3県)
- 1965年5月 - 営口県の一部が郊区に編入。(3区3県)
- 1965年12月16日 - 営口県・蓋県が遼南専区に編入。(3区1県)
- 1965年12月27日 - 盤山県が省直轄県級行政区となる。(3区)
- 1968年12月26日 - 遼南専区蓋県・営口県・海城県を編入。(3区3県)
- 1969年1月1日 - 西市区の一部が盤錦墾区に編入。(3区3県)
- 1972年11月6日 - 海城県が鞍山市に編入。(3区2県)
- 1975年11月9日 - 営口市が盤錦地区と合併し、新制の営口市が発足。

#### 遼南専区
- 1965年12月16日 - 鞍山市遼陽県・海城県、営口市営口県・蓋県、旅大市復県・金県・新金県を編入。遼南専区が成立。(7県)
- 1968年6月16日 - 遼陽県が遼陽市に編入。(6県)
- 1968年12月26日
  - 蓋県・営口県・海城県が営口市に編入。
  - 金県・復県・新金県が旅大市に編入。

#### 遼寧省営口市(第2次)
- 1975年11月9日 - 営口市(3区2県)・盤錦地区(2区1県)が合併し、新制の営口市が発足。(3区4県)
  - 盤山区が県制施行し、盤山県となる。
  - 大窪区が県制施行し、大窪県となる。
  - 台安県が鞍山市に編入。
- 1984年1月27日 - 蓋県の一部が分立し、鮁魚圏区が発足。(4区4県)
- 1984年6月5日 (4区2県)
  - 盤山県が市制施行し、地級市の盤錦市に昇格。
  - 大窪県が盤錦市に編入。
- 1984年7月13日 - 郊区が老辺区に改称。(4区2県)
- 1988年1月18日 - 蓋県の一部が鮁魚圏区に編入。(4区2県)
- 1992年11月3日 (4区2市)
  - 蓋県が市制施行し、蓋州市となる。
  - 営口県が市制施行し、大石橋市となる。
- 2004年1月8日 - 蓋州市の一部が鮁魚圏区に編入。(4区2市)
- 2012年7月18日 - 老辺区の一部が西市区・站前区に分割編入。(4区2市)

## 経済
1988年遼東半島が経済技術開発区に指定されたため、営口輸出加工区が設定され、さらに1992年に経済技術開発区となった。営口開発区の投資国は主にアメリカ合衆国、日本、大韓民国などで、投資分野は精密機械、金属、プラスチックなどである。

## 友好都市
- 日本：群馬県太田市（人口約21万7000人の工業都市）
- アメリカ合衆国：フロリダ州ジャクソンビル
- ロシア：トヴェリ

## 交通

### 航空
- 営口蘭旗空港（中国語版）

### 鉄道
- 中国国家鉄路集団
  - 哈大旅客専用線
  - 瀋大線
  - 営口線（中国語版）

### 道路
- 高速道路
  -  瀋海高速道路
  -  丹錫高速道路
  -  奈営高速道路（中国語版）
  -  荘蓋高速道路（中国語版）
- 国道
  -  G202国道
  -  G228国道
  -  G305国道（中国語版）

### 港湾
- 営口港　韓国の仁川港を結ぶフェリーが就航している。

## 気候
亜寒帯冬季少雨気候で、年間を通して、気温は平均的に-14度から28度に変化する。